# مؤسسة جيمس راندي التربوية
مؤسسة جيمس راندي التعليمية (JREF) هي مؤسسة أمريكية لتقديم المنح. لقد بدأت كمنظمة أمريكية غير ربحية أسسها عام 1996 الساحر والشكاك جيمس راندي. تتضمن مهمة المؤسسة تثقيف الجمهور ووسائل الإعلام حول مخاطر قبول الادعاءات غير المؤكدة، ودعم البحث في المزاعم الخارقة في الظروف التجريبية العلمية الخاضعة للرقابة. في سبتمبر 2015، قالت المنظمة إنها ستتحول إلى مؤسسة لتقديم المنح.
أدارت المنظمة تحدي المليون دولار للخوارق، والتي قدمت جائزة قدرها مليون دولار لأي شخص يمكن أن يظهر قدرة خارقة للطبيعة أو خوارق وفقا لمعايير الاختبار العلمي المتفق عليها. تم إنهاء تحدي المليون دولار في عام 2015. تحتفظ المؤسسة أيضًا بصندوق للدفاع القانوني لمساعدة الأشخاص الذين يتعرضون للهجوم نتيجة تحقيقاتهم وانتقاداتهم للأشخاص الذين يدعون خوارق.

## نبذة تاريخية
تأسست جيه آر إي إف رسميًا في 29 فبراير 1996، عندما سُجّلت كشركة غير ربحية في ولاية ديلاوير في الولايات المتحدة. أعلن راندي رسميًا في 3 أبريل 1996 عن تأسيس جيه آر إي إف عبر الخط الساخن لبريده الإلكتروني. يقع مقر المؤسسة حاليًا في فولز تشيرش، فيرجينيا.
«بدأت المؤسسة بالعمل! إنه لمن دواعي سروري أن أعلن عن إنشاء مؤسسة جيمس راندي التعليمية. هذه مؤسسة تعليمية غير ربحية معفاة من الضرائب بموجب القسم 501 (سي) 3 من قانون الإيرادات الداخلية، ومُدرجة في ولاية ديلاوير. تُموّل المؤسسة بسخاء من قبل كفيل في واشنطن العاصمة يرغب في عدم الكشف عن هويته في هذه المرحلة».

-المؤسسة، الخط الساخن الخاص براندي، الأربعاء، 3 أبريل 1996
يقول راندي إن جوني كارسون كان من الرعاة الرئيسيين، إذ قدم عدة تبرعات مالية ضخمة تُقدّر بمئات الآلاف.
تتضمن قائمة المسؤولين في جيه آر إي إف:
- عضو مجلس إدارة، الرئيس: جيمس راندي، فورت لودرديل، فلوريدا.
- عضو مجلس إدارة، السكرتير، الأمين المساعد: ريتشارد إل. آدامز جونيور، فورت لودرديل، فلوريدا.
- عضو مجلس إدارة، السكرتير: دانيال دينمان، سيلفر سبرينغ، ماريلاند.

أصبح الفلكي فيليب بليت الرئيس الجديد لجيه آر إي إف، بينما تسلّم راندي رئاسة مجلس الإدارة في عام 2008. غادر بليت جيه آر إي إف بسبب مشاركته في مشروع تلفزيوني في ديسمبر 2009، وتولى دي. جيه. غروث منصب الرئيس في 1 يناير 2010، وشغل هذا المنصب حتى رحيله عن جيه آر إي إف في 1 سبتمبر 2014.
قدّرت صحيفة سان فرانسيسكو إس إف ويكلي في 24 أغسطس 2009 راتب راندي السنوي بنحو 200 ألف دولار. استقال راندي من جيه آر إي إف في عام 2015.

## البثّ الصوتي ومقاطع الفيديو
أنتجت المؤسسة بثّين صوتيين، أحدهما حمل اسم فور غود ريزن والذي كان برنامج مقابلات قدّمه دي. جيه. غروث، وعمل على تعزيز التفكير الناقد والشكوك حول المعتقدات الرئيسية للمجتمع. توقف بث البرنامج منذ ديسمبر 2011. كان كونسيكوينس بثًا صوتيًا يصدر كل أسبوعين قدّمه منسق التواصل السابق براين طومسون، وشارك فيه الناس العاديون رواياتهم الشخصية حول التأثير السلبي لتصديق العلوم الزائفة والخرافات والظواهر الخارقة على حياتهم. توقف نشاطه أيضًا منذ مايو 2013.
أنتجت جيه آر إي إف أيضًا بث فيديو منتظم وبرنامج على اليوتيوب حمل اسم راندي شو، حيث أجرى منسق التواصل السابق لجيه آر إي إف براين طومسون مقابلات مع راندي حول مجموعة متنوعة من الموضوعات المثيرة للشك، مع تعليقات طريفة أو كوميدية غالبًا. توقف نشاط البرنامج منذ أغسطس 2012. أنتجت هارييت هال في نوفمبر 2015 سلسلة من عشر محاضرات تحت اسم ساينس بيسد ميديسن لصالح جيه آر إي إف. تتعامل مقاطع الفيديو مع العديد من موضوعات الطب البديل المتكاملة مثل المعالجة المثلية والمعالجة اليدوية والوخز بالإبر وغيرها.
تنشر جيه آر إي إف العديد من مقاطع الفيديو التعليمية الخاصة بها عبر ذا أميزينغ شو وغيرها من الأحداث عبر الإنترنت. توجد محاضرات مجانية يلقيها كل من نيل ديجراس تايسون، وكارول تافريس، ولورانس كراوس، بالإضافة إلى اختبارات مباشرة من تحدي المليون دولار للظواهر الخارقة، وورش عمل يقدمها راي هايمان حول القراءة الباردة، وحلقات نقاش تضم فكرًا رائدًا في مختلف الموضوعات المتعلقة بالرسالة التعليمية الخاصة بجيه آر إي إف. قال رئيس جيه آر إي إف دي. جيه. غروث أن قناة جيه آر إي إف على يوتيوب كانت ذات مرة في المرتبة العاشرة ضمن قائمة القنوات غير الربحية الأكثر اشتراكًا في جميع الأوقات، يُذكر حاليًا أنها تحتل المرتبة التاسعة والثلاثين وأن معظم المنظمات غير الربحية لا تبلغ مثل هذه المراتب المتقدمة.
أنتجت المؤسسة «برنامجها الصوتي على الإنترنت» بين يناير وديسمبر 2002 والذي جرى بثّه بصورة مباشرة. يمكن العثور على أرشيف البرنامج كملفات إم بّي ثري على موقع المؤسسة على الويب وكبثّ صوتي على آي تونز.

## تحدي المليون دولار
في عام 1964، بدأ راندي بتقديم جائزة بقيمة 1000 دولار أمريكي لأي شخص يمكنه إثبات قدرة خارقة في ظل ظروف الاختبار المتفق عليها. ومنذ ذلك الحين، تم رفع هذه الجائزة إلى سندات بقيمة مليون دولار أمريكي ويديرها الآن الصندوق. منذ بدايتها، تقدم أكثر من 1000 شخص بطلبات للاختبار. حتى الآن، لم يتمكن أي شخص من إثبات قدراته المطالب بها بموجب شروط الاختبا، حيث فشل جميع المتقدمين في إثبات القدرة المطالب بها أثناء الاختبار أو تحيدوا عن الشروط الأساسية لإجراء الاختبار بحيث أصبح أي نجاح ظاهر غير صالح؛ لا تزال أموال الجائزة مجهولة. ومع ذلك، في عام 2015 ، قالت مؤسسة جيمس راندي التعليمية أنها لن تقبل الطلبات مباشرة من الأشخاص الذين يزعمون أن لديهم قوة خارقة، ولكنها ستقدم التحدي لأي شخص اجتاز اختبارًا أوليًا يوافق على شروطهم.

## جائزة JREF
تُمنح جائزة JREF «للشخص أو المنظمة التي تمثل أفضل تمثيل لروحية عمل المؤسسة من خلال تشجيع الأسئلة الحرجة والبحث عن إجابات غير المتحيزة التي تستند إلى الحقائق» منحت جائزة 2017 لسوزان جيربك .

## معرض صور

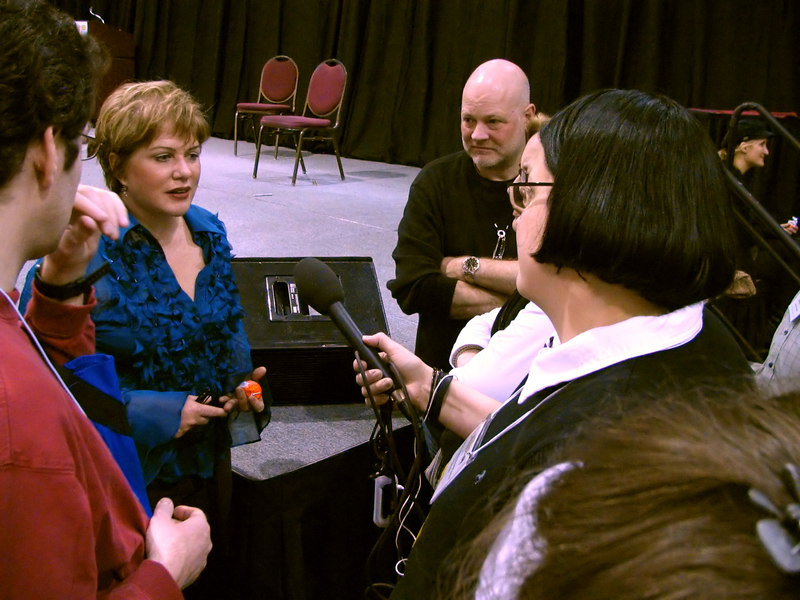
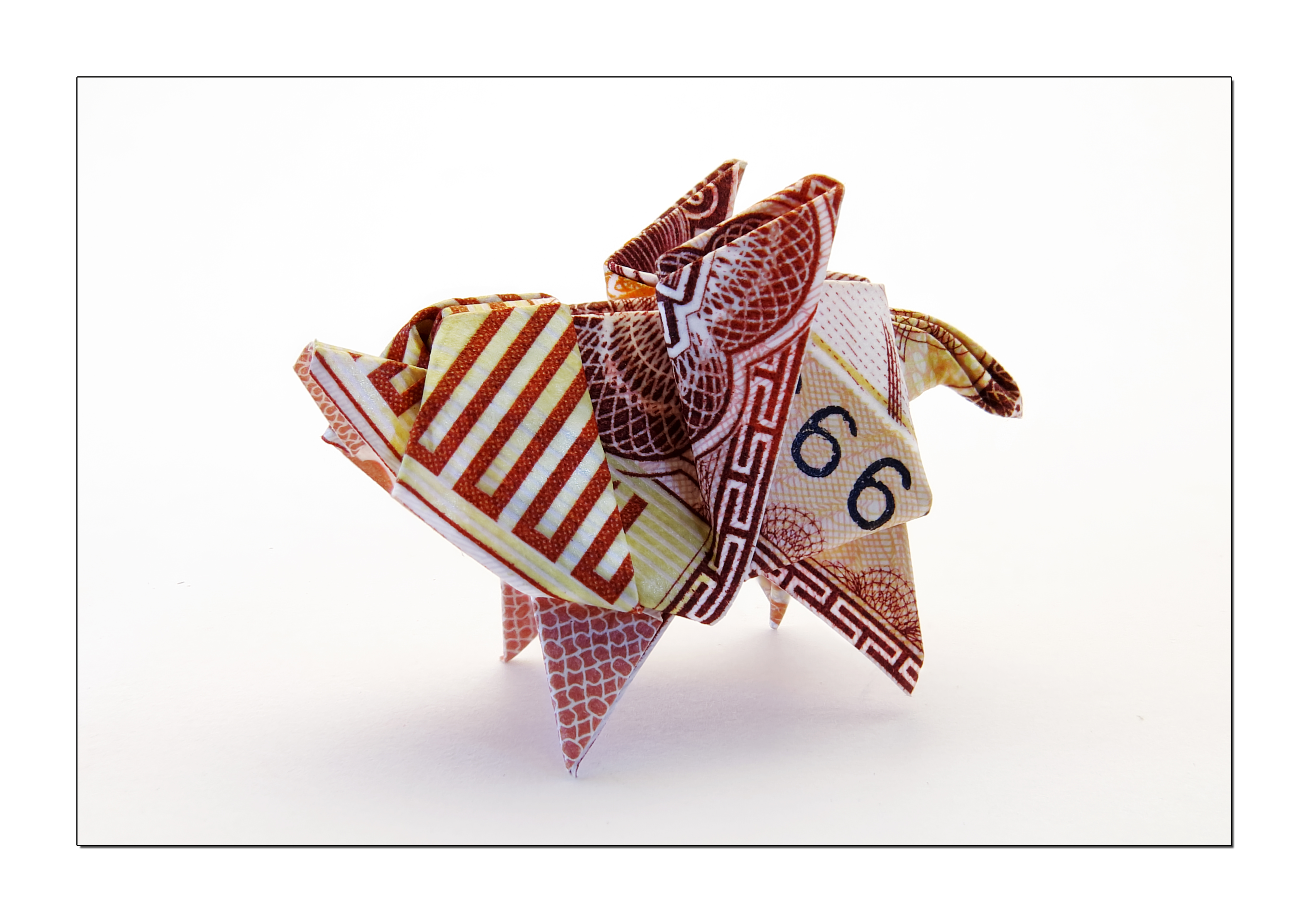
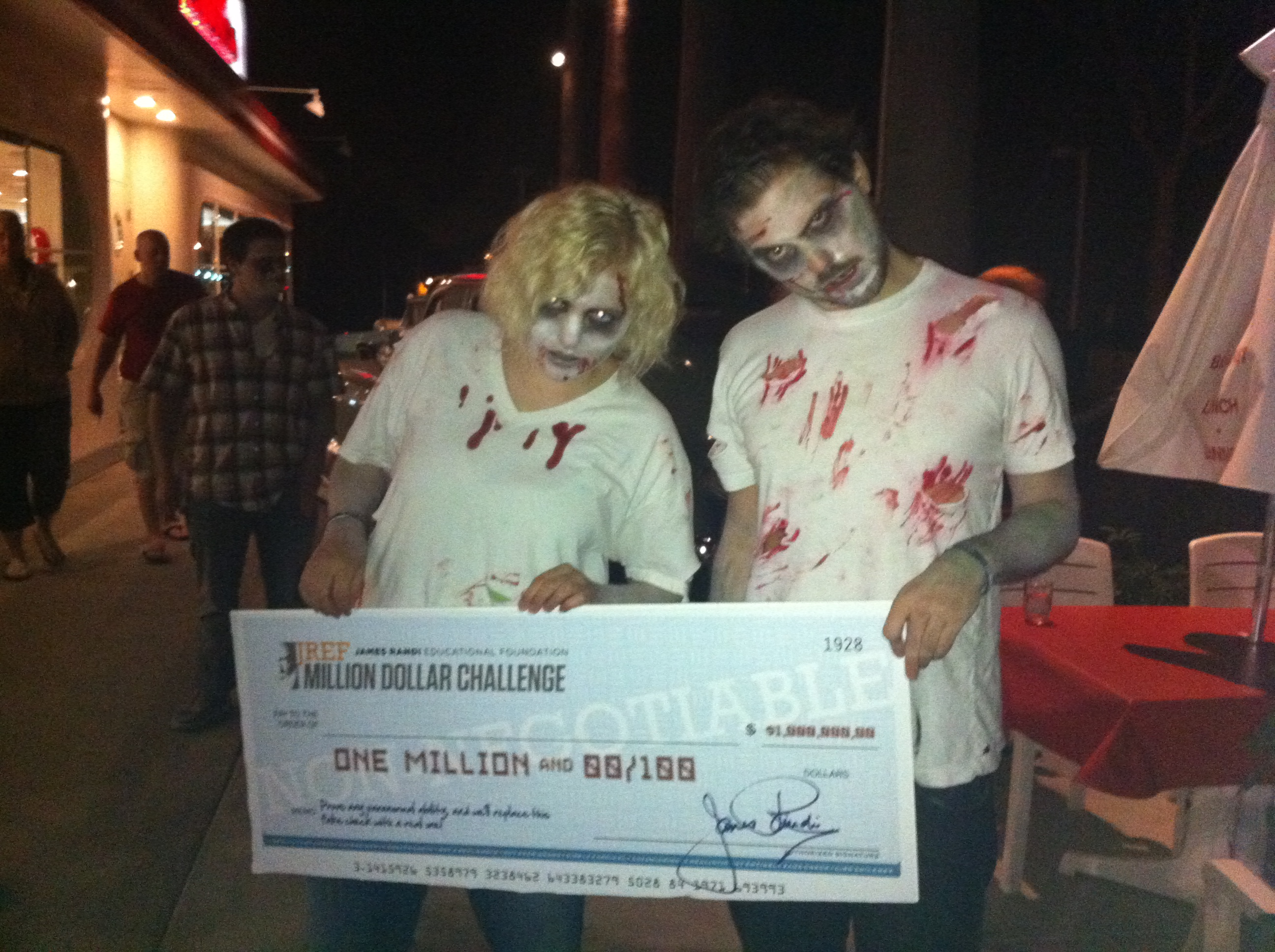

## روابط خارجية
- الموقع الرسمي